# Život u čizmama s visokom petom
Život u čizmama s visokom petom je tretji studijski album skupine Time. Album je izšel leta 1976 pri založbi PGP RTB.
Topić je album posnel v Münchnu skupaj z Vedranom Božićem (kitara), Chrisom Nicholls (klaviature), Ratkom Divjakom (bobni), Čarlijem Novakom (bas kitara), Ivanom Stančićem (bobni) in Zdenko Kovačiček (spremljevalni vokal). Pri tem albumu je Topić za temo postavil življenje rock zvezde. Na albumu se nahaja hit skladba »Rock'n'roll u Beogradu«.

## Seznam skladb
Avtor vseh skladb je Dado Topić, razen pri B4 je glasbo prispeval Chris Nicholls.
| A stran | A stran                                 | A stran |
| Št.     | Naslov                                  | Dolžina |
| ------- | --------------------------------------- | ------- |
| 1.      | „Igraj narode moj‟                      | 6:50    |
| 2.      | „Jer sve je u pjesmi što čovjeku treba‟ | 4:40    |
| 3.      | „London, decembar '75‟                  | 5:30    |
| 4.      | „Nitko ne zna zašto‟                    | 4:32    |

| B stran | B stran                           | B stran |
| Št.     | Naslov                            | Dolžina |
| ------- | --------------------------------- | ------- |
| 1.      | „Rock'n'roll u Beogradu‟          | 4:24    |
| 2.      | „Superstar‟                       | 4:54    |
| 3.      | „Život u čizmama s visokom petom‟ | 8:32    |
| 4.      | „Ispovijest jednog Sarajlije‟     | 5:05    |

## Zasedba

### Time
- Dado Topić – vokal, bas kitara, akustična kitara
- Čarli Novak – bas kitara
- Ratko Divjak – bobni, tolkala
- Vedran Božić – električna kitara, Hammond orgle, vokal
- Chris Nicholls – klaviature

### Glasbena gosta
- Zdenka Kovačiček – spremljevalni vokal
- Ivan Stančić – bobni